# Петър Ширилов
Петър Ширилов (на македонска литературна норма: Петар Ширилов) e писател, разказвач, романист и литературен критик от Социалистическа Република Македония.

## Биография
Роден е в село Горничево, Егейска Македония, Гърция (на гръцки Кели). Завършва средно земеделско училище в Струмица. Учи във Философския факултет на Скопския университет. Работи в културната рубрика на Радио Скопие, а по-късно като редактор във вестник „Трудбеник“. Член на Дружеството на писателите на Македония от 1964 година. Носител е на наградата „13 ноември“.

## Литературно творчество
- За детството и светулките (разкази, 1961)
- Заветрина спроти виулицата (роман, 1962)
- Плачат оние планини за мене (роман, 1965)
- Светогорци (роман, 1966)
- Бунт во каменот (разкази, 1966)
- Од болот до метафората (есета, 1971)
- Црноборје (роман, 1972)
- Историја и револуција (студии, 1973)
- Мислата и делото на Димитар Митрев (монография, 1974)
- Земја во дулбија (роман, 1976)
- Света шума (роман, 1978)
- Геометри (разкази, 1988)